# Tom Sawyer (pel·lícula de 1995)
Tom Sawyer (títol original, Tom and Huck) és una pel·lícula de comèdia dramàtica d'aventures estatunidenca de 1995 basada en la novel·la de 1876 de Mark Twain Les aventures de Tom Sawyer i protagonitzada per Jonathan Taylor Thomas, Brad Renfro, Mike McShane, Eric Schweig i Amy Wright. La pel·lícula va ser dirigida per Peter Hewitt i produïda i coescrita per Stephen Sommers (que també va treballar en l'adaptació de Disney de la novel·la de Twain, Les aventures de Huckleberry Finn). La pel·lícula es va estrenar a Amèrica del Nord el 22 de desembre de 1995. S'ha doblat al valencià per a À Punt.
A la pel·lícula, el jove entremaliat Tom Sawyer és testimoni d'un assassinat per part d'un criminal nadiu americà conegut com a Joe. En Tom es fa amic d'en Huck Finn, un noi sense futur i sense família, i es veu obligat a triar entre honrar una amistat o fer un jurament, quan el borratxo de la ciutat és acusat de l'assassinat.